# لغة أوسلان
لغة أوسلان Auslan هي لغة الإشارة للمجتمع الأصم الأسترالي. مصطلح Auslan «أوسلان» هو اختصار لـ «لغة الإشارة الأسترالية»، التي صاغها تريفور جونستون في أوائل الثمانينيات، على الرغم من أن اللغة نفسها أقدم بكثير. ترتبط لغة أوسلان بلغة الإشارة البريطانية (BSL) ولغة الإشارة النيوزيلندية (NZSL)؛ والثلاثة ينحدرون من نفس اللغة الأم، ويشكلون معاً عائلة BANZSL اللغوية. وتأثرت هذه اللغة أيضًا بلغة الإشارة الأيرلندية (ISL) ومؤخرًا استعارت إشارات من لغة الإشارة الأمريكية (ASL).
كما هو الحال مع لغات الإشارة الأخرى، تختلف قواعد اللغة والمفردات الخاصة بلغة أوسلان تمامًا عن الإنجليزية. ولا يمكن لتطويره أن يرتبط بأي فرد. بل هي لغة طبيعية تطورت بطريقة طبيعية على مر الزمن.
ومن الصعب للغاية تحديد عدد الأشخاص الذين يعتبرون أن لغة أوسلان هي لغتهم الأساسية أو المفضلة لديهم. وفقًا لإحصاءات عام 2001 و 2006 و 2011 التي نشرها المكتب الأسترالي للإحصاء، زاد عدد مستخدمي لغة أوسلان في أستراليا بنسبة 54.57٪ مما زاد من التكهنات بأن هذه اللغة هي لغة مهددة بالانقراض. اعتبارا من عام 2011، بلغ تعداد سكان مستخدمي لغة أوسلان في أستراليا إلى 9723 - بزيادة 4417 مستخدمًا جديدًا من تعداد عام 2001. استنادًا إلى هذا المسار الإحصائي، من المتوقع أن يتجاوز عدد الأشخاص الذين تعد لغة أوسلان لغتهم الأساسية أو المفضلة لديهم 12000 في تعداد عام 2016. على الرغم من أن العدد آخذ في الازدياد، فإن 5٪ تقريبًا من جميع مستخدمي لغة أوسلان يحصلون على اللغة من والديهم بينما يتعلمون بقية اللغة من نظرائهم الآخرين مثل الأصدقاء أو الزملاء في وقت لاحق من الحياة.

## الاعتراف والحالة
تم الاعتراف بلغة أوسلان من قبل الحكومة الأسترالية بأنها «لغة مجتمعية غير اللغة الإنجليزية» واللغة المفضلة لمجتمع الصم في بيانات السياسة في عامي 1987 و 1991. ومع ذلك، فإنه لم يتم بعد ترشيح هذا الاعتراف من قبل المؤسسات والإدارات الحكومية والمهنيين الذين يعملون مع الصم.
لقد تطورت الحالة الناشئة لـلغة أوسلان جنبًا إلى جنب مع تقدم مجتمع الصم في أستراليا، بدءًا من أوائل الثمانينيات. في عام 1982، تم تسجيل أول مترجمي لغة إشارة من قبل NAATI «الناتي»، وهي هيئة تنظيمية منشأة حديثًا للترجمة المحكية والكتابية، أعطت إحساسًا بالشرعية إلى أوسلان، تم تعزيزه من خلال نشر أول قاموس لهم في عام 1989. بدأت لغة أوسلان في الظهور كلغة لتعليم الطلاب الصم في المدارس الثانوية في التسعينات - بشكل رئيسي من خلال توفير المترجمين في المدارس العامة (للسمع) مع وحدات دعم الصم. وقد تم توفير مترجمي لغة الإشارة بشكل متزايد في التعليم العالي، بفضل تعزيز قانون التمييز بسبب الإعاقة في عام 1992.
اليوم هناك عدد متزايد من الدورات التي تدرس لغة أوسلان كلغة ثانية، من مادة اللغة الاختيارية التي تقدمها بعض المدارس الثانوية إلى دبلوم بدوام كامل لمدة عامين في المعاهد "TAFE".
على الرغم من أنه أصبح مرئيًا أكثر فأكثر، فما زال من النادر وجود ومشاهدة لغة أوسلان في المناسبات العامة أو على التلفاز. وعلى سبيل المثال، الخدمات الإخبارية المترجمة غير موجودة. ولكن يوجد برنامج منتظم على محطة التليفزيون المجتمعي قناة 31 في ملبورن، "Deaf TV"، قام بإنتاجه متطوعون من الصم ويعرض باستخدام لغة أوسلان.

## وصلات خارجية
- www.auslan.org.au - An online dictionary of Auslan video clips
- ASLIA - Australian Sign Language Interpreters Association
- Auslan online dictionaries (بالإنجليزية) / (بالفرنسية)
- The Endangered Languages Archive of Auslan recordings